# Yann Sohier
Jean Sohier, dit Yann Sohier, né le 10 septembre 1901 à Loudéac et mort le 21 mars 1935 à Plourivo, est un instituteur, militant internationaliste de langue bretonne.
Il est le père de Mona Ozouf, née en 1931.

## Biographie

### Enfance et formation
Yann Sohier naît le 10 septembre 1901 à Loudéac. Il est le fils de Jean-Marie Sohier, gendarme à cheval, et de Louise Sohier.
Né en pays gallo, il apprend le breton alors qu’il étudie à l’École normale de Saint-Brieuc.

### Carrière
Yann Sohier est en 1929 secrétaire de la section du Trégor du Parti autonomiste breton (PAB) et écrit dans son journal.
En 1931, lorsqu’éclate le PAB, il rejoint le Parti national breton (PNB).
Yann Sohier s’investit dans le combat pour l’enseignement du breton dans les écoles publiques et fonde ,en 1933, le journal Ar Falz qui s’adressait aux instituteurs laïcs bretons.

### Décès
Il meurt en 1935.

### Famille
Sa femme, Anne Le Den, originaire de Lannilis, institutrice, collabore à Ar Falz, sous le pseudonyme de Naig Sezny. Sa fille devient historienne sous le nom de Mona Ozouf.

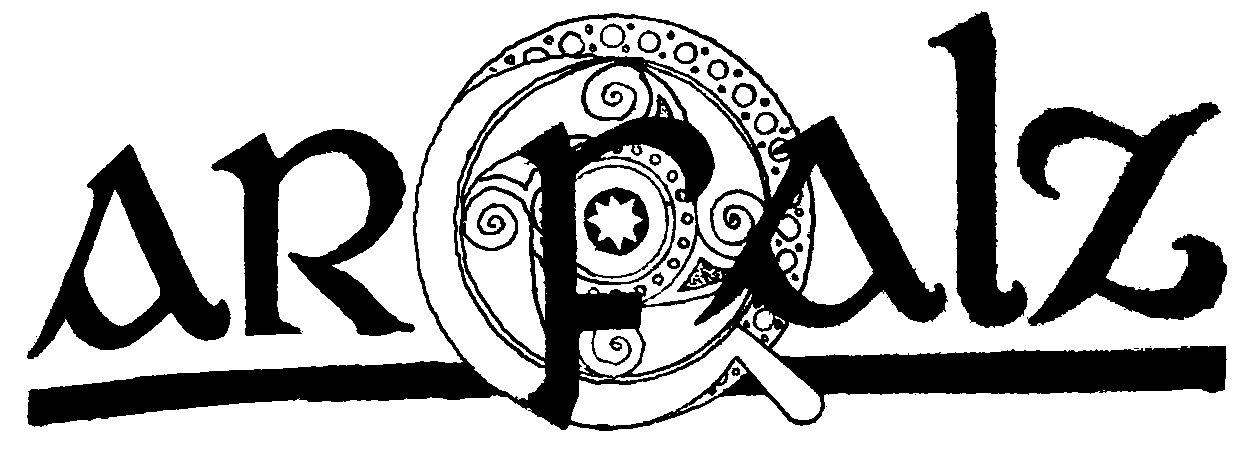
Logo utilisé par la revue Ar Falz en 1935.

## Postérité

### Hommages
En 1936, le Seiz Breur réalise à la demande de sa veuve un meuble avec le symbole de la revue Ar Falz.
Dans le numéro de mars-avril 1937 du bulletin de l'union des œuvres bretonnes, la une reprend le portrait de Sohier et affiche une de ses citations suivante : « C'est par le breton devenu un instrument de culture que pourra se faire le redressement culturel de notre race et que la Bretagne pourra regarder le monde et réaliser tout son destin. - (publication Ronan Caouissin) ».
Une rue porte son nom dans le quartier des Longschamps à Rennes.

## Publications
- Me a lenno, Rennes, imprimerie centrale de Rennes, 1941, contient 48 dessins de René-Yves Creston et un portrait de Yann Sohier[6].